# Umlage (Kommunalrecht)
Umlagen im Kommunalrecht sind im Rahmen des Finanzausgleichs Zahlungen von Kommunen an andere Kommunen (interkommunaler Finanzausgleich), an das jeweilige Bundesland oder an den Bund.

## Allgemeines
Im Rahmen des vertikalen Finanzausgleichs gibt es nicht nur Zahlungsströme von „oben nach unten“ (also vom Bund bei der Verteilung der Bundessteuern), sondern auch von „unten nach oben“. Im Rahmen der „redistributiven Funktion“ sind dabei nur die abundanten Gemeinden – abhängig von der Regelung im jeweiligen Bundesland – verpflichtet, ihnen nicht zustehende Einnahmen aus Gemeindesteuern (Gewerbesteuer und Grundsteuer) abzuführen. Zudem gibt es für kreisangehörige Gemeinden eine so genannte Kreisumlage. Der primäre Finanzausgleich ist zu grobmaschig, so dass erst im Rahmen des interkommunalen oder redistributiven Umlageverfahrens die Finanzkraft von einzelnen Kommunen stärker berücksichtigt werden kann.

## Umlagearten
Man unterscheidet folgende Umlagen zwischen den Gebietskörperschaften:
- Umlagen zwischen Gemeinden (Zweckverbandsumlagen, Umlagen für zentrale Einrichtungen),
- Umlagen zwischen Gemeinden und Gemeindeverbänden (Kreisumlagen, Verbandsumlagen),
- Umlagen zwischen Gemeinden bzw. Gemeindeverbänden und Ländern (unterschiedlich in den einzelnen Ländern, z. B. Finanzierungsausgleichsumlagen),
- Umlagen an den Bund: Neben der Gewerbesteuerumlage sind hier Zahlungen im Rahmen des Fonds Deutsche Einheit zu erwähnen.

### Abundanzumlagen
Einerseits erhalten abundante Gemeinden keine Einnahmen aus Schlüsselzuweisungen, andererseits müssen sie in manchen Bundesländern wie beim horizontalen Finanzausgleich interkommunale Transfers an finanzschwache Kommunen vornehmen („redistributive Funktion“), nur weil sie abundant sind. Die Steuerkraft einer Kommune wird somit durch diese interkommunale Umlagen abgebaut („Abundanzabschöpfung“). Verfassungsrechtlich gibt es keine Bedenken für eine Umlagepflicht abundanter Kommunen. In Art. 106 Abs. 5 Satz 6 Grundgesetz sind Umlagen auf der Grundlage der Realsteuern erlaubt. Den Gemeinden steht das Aufkommen der Grundsteuer und Gewerbesteuer mit der Einschränkung zu, dass nach Maßgabe der Landesgesetzgebung insbesondere die Grundsteuer und Gewerbesteuer als Bemessungsgrundlagen für Umlagen zu Grunde gelegt werden können (Art. 106 Abs. 6 Satz 6 GG). Vor diesem Hintergrund haben eine Reihe von Bundesländern Finanzausgleichsumlagen in Form der Abundanzumlage eingeführt, so etwa Baden-Württemberg, Brandenburg, Mecklenburg-Vorpommern, Niedersachsen, Rheinland-Pfalz, Sachsen und Schleswig-Holstein. Abundanzumlagen dürfen die zahlungsverpflichteten Kommunen allerdings nicht in eine finanzielle Notlage bringen oder eine bestehende verschärfen.

### Kreisumlagen
Die kreisangehörigen, also einem Landkreis zugeordneten Gemeinden, unterwerfen sich als Mitglieder der übergeordneten Gebietskörperschaft dem von dieser ausgeübten Hebungsrecht. Die Kreisumlage wird insbesondere erhoben, weil Landkreise in der Regel keine nennenswerten eigenen Steuereinnahmen erzielen. Auch Kreisumlagen schwächen die Steuerkraft einer Kommune. So wird nach § 8 Finanzausgleichsgesetz Mecklenburg-Vorpommern von Gemeinden, deren Steuerkraft ihren beim kommunalen Finanzausgleich gemessenen Finanzbedarf um mehr als 15 % übersteigt, eine Finanzausgleichsumlage erhoben, die interkommunal verteilt wird. Das Recht auf kommunale Selbstverwaltung wird hierdurch nach Auffassung des Landesverfassungsgerichts Mecklenburg-Vorpommern nicht eingeschränkt.

### Horizontale Umlagen
Nach dem Solidarbeitragsgesetz NRW müssen finanzstarke Gemeinden, die ohnehin keine Schlüsselzuweisungen nach dem Gemeindefinanzierungsgesetz erhalten, einen Beitrag leisten, der vom Land NRW an die finanzschwächeren Gemeinden weitergeleitet wird. Einige finanzstarke Gemeinden hatten hiergegen Klage erhoben. Das Bundesverwaltungsgericht sieht die Erhebung des kommunalen Solidarbeitrags als eine vom Grundgesetz in Art. 106 vorgesehene so genannte „horizontale Umlage“ an. Derartige interkommunale Umlagen seien zulässig, wenn sie einen übergemeindlichen Finanzausgleich anstreben und ihr Aufkommen im kommunalen Bereich verbleibt. Sie stehen nach Auffassung des Bundesverwaltungsgerichts weder im Widerspruch zu der Gewährleistung der kommunalen Finanzausstattung durch Art. 106 GG noch zur Garantie der kommunalen Finanzhoheit in Art. 28 GG. Die Umlage führe im vorliegenden Fall auch nicht zu einer rechtswidrigen Nivellierung der Gemeinden.

## Abgrenzung
Diese Umlagen stellen eine pauschale Ersatzleistung dar, die den finanzstarken Gemeinden eine Belastung zumutet und finanzschwache Kommunen entsprechend entlastet. Beim konkreten Ersatz bestimmter Ausgabenposten ist hingegen von Kostenerstattung die Rede (etwa kommunale Personalkosten für die Hartz 4-Bearbeitung werden im Rahmen der Kostenerstattung ausgeglichen). Oft wird argumentiert, dass eine der Ursachen der dramatischen kommunalen Verschuldung darin zu sehen sei, dass Aufgaben auf die Kommunen ohne Kostenerstattung übertragen würden.